# Shropshire
Shropshire é um condado na zona oeste da Inglaterra, tendo como fronteira o País de Gales e fortes características rurais e densidade populacional baixa. O borough de Telford e Wrekin é uma autoridade unitária desde 1998 e sua sede administrativa é Shrewsbury, a cidade cultural e historicamente mais importante da região.